# Рибницький повіт
Рибницький повіт (пол. powiat rybnicki) — один з 17 земських повітів Сілезького воєводства Польщі.
Утворений 1 січня 1999 року в результаті адміністративної реформи.

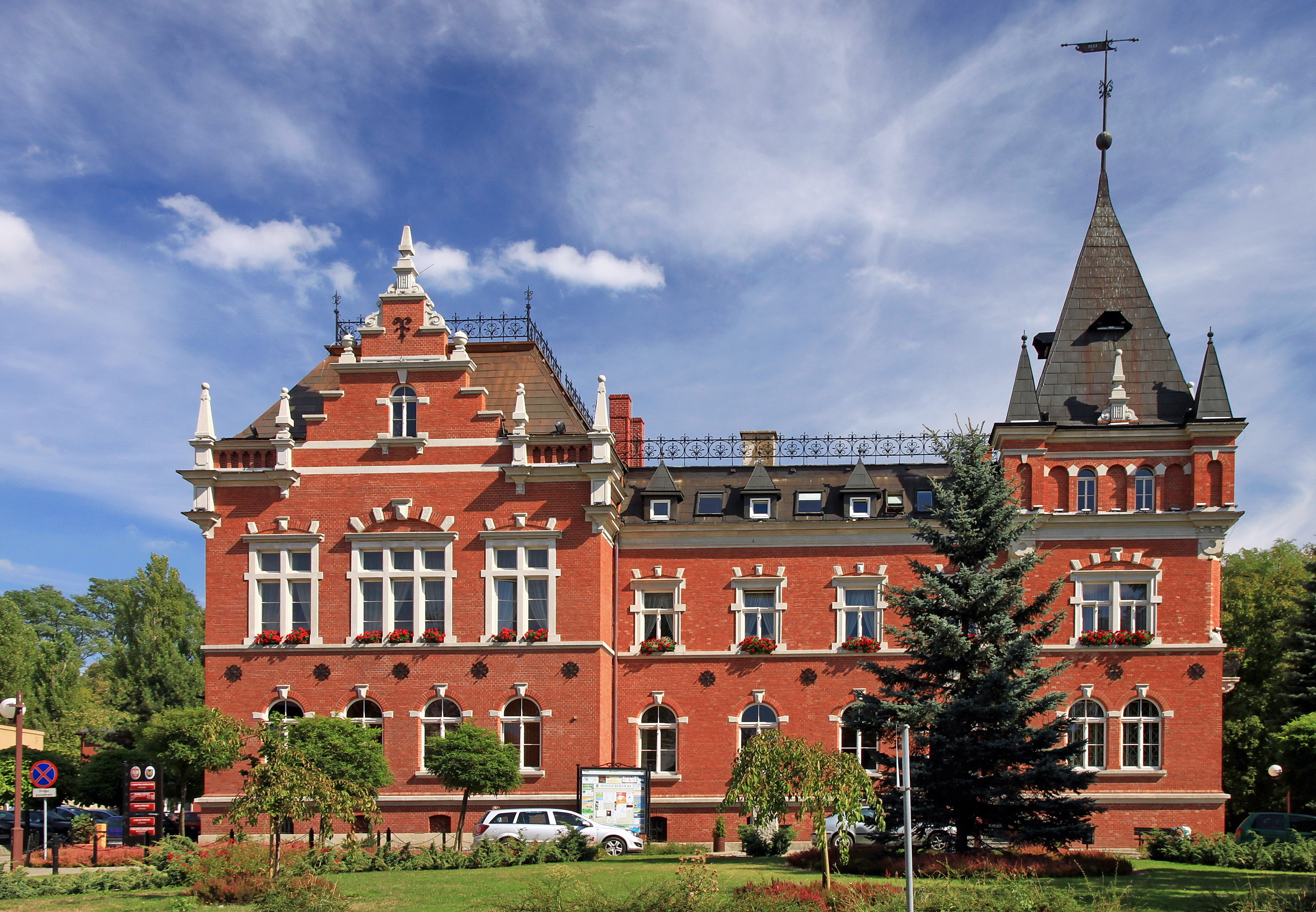
Районного управління в місті Рибнік

## Загальні дані
Повіт знаходиться у західній частині воєводства.
Адміністративний центр — місто Рибник (не входить до складу повіту).
Станом на 1.01.2008 населення становить 73 931 осіб, площа 223,64 км².

## Демографія
Демографічні дані повіту станом на 30.06.2005:
|       | Всього | Всього | Жінки  | Жінки | Чоловіки | Чоловіки |
| ----- | ------ | ------ | ------ | ----- | -------- | -------- |
|       | осіб   | %      | осіб   | %     | осіб     | %        |
| Повіт | 73 480 | 100    | 37 155 | 50,6  | 36 325   | 49,4     |
| Міста | 28 637 | 100    | 14 532 | 50,7  | 14 105   | 49,3     |
| Села  | 44 843 | 100    | 22 623 | 50,4  | 22 220   | 49,6     |